# Juan Cruz Alli Aranguren
Juan Cruz Alli Aranguren (Pamplona-Iruñea, 21 de setembre de 1942) és un professor d'universitat i polític navarrès. Va ser president del Govern de Navarra el 1991-1995 i, en funcions, entre juny i setembre de 1996. Doctor en Dret i Tècnic Urbanista. Va ser Professor en la Facultat de Dret de la Universitat de Valladolid i és Professor titular de Dret Administratiu de la Universitat Pública de Navarra. Anteriorment ha estat lletrat de l'Ajuntament de Pamplona i advocat.

## Activitat política
El seu ingrés en la política va ser a través del Partit Social Demòcrata Foral fundat per Jaime Ignacio del Burgo que es va integrar en Unió de Centre Democràtic el 1977. Posteriorment va passar a Unió del Poble Navarrès (UPN), ocupant els càrrecs de regidor de Pamplona entre 1983 i 1987, parlamentari foral entre 1987 i 1995 i president del Govern de Navarra entre 1991 i 1995. Alli va advocar per dur UPN a posicions més centristes i menys intransigents en el seu navarrisme, propugnant una millor entesa amb la Comunitat Autònoma del País Basc i amb el nacionalisme basc en general, la definició de Navarra com a nació i d'UPN com a partit nacionalista navarrès, així com la reforma constitucional en sentit federalista, com a solució als problemes d'integració d'Espanya a la qual defineix com nació de nacions.
El 1994 va entrar en conflicte amb el seu partit el que va dur a abandonar-lo el 1995 per a convertir-se en líder d'un nou, Convergència de Demòcrates de Navarra. Com a membre seu va ser vicepresident i Conseller d'Economia i Hisenda del Govern de Navarra entre 1995 i 1996. Després de la dimissió de Javier Otano com a President del Govern de Navarra, va exercir el càrrec de funcions entre els mesos de juny i setembre de 1996. Des de 1995 és Parlamentari Foral i Portaveu del Grup Parlamentari de Convergència de Demòcrates de Navarra. En l'any 2000 va començar un gradual acostament a UPN, primer, signant un pacte pressupostari amb el seu antic partit i, finalment, després de les eleccions al Parlament de Navarra de 2003, va signar en representació de Convergència de Demòcrates de Navarra un pacte de Govern de Coalició entre UPN i CDN, govern del que no obstant això no va entrar a formar part, pacte que es manté en l'actualitat.

## Publicacions
- Estado y sociedad : una visión desde Navarra. (Sahats Servicios Editoriales, 1997)
- La Mancomunidad del valle del Roncal (Gobierno de Navarra. Fondo de Publicaciones, 1989)
- Navarra, comunidad política diferenciada (Sahats Servicios Editoriales, 1999)
- Convergencia: un proyecto para la convivencia en Navarra (Sahats Servicios Editoriales, 1999)
- La reforma del procedimiento administrativo: la Ley 4/99 de modificación de la Ley 30/92 de régimen jurídico de las Administraciones Públicas y del procedimiento administrativo común (Federación Navarra de Municipios y Concejos, 1999)
- Navarra, del siglo XX al siglo XXI, los nuevos retos (Sahats Servicios Editoriales, 2000)
- Derecho administrativo y globalización (Civitas Ediciones, S.L., 2004)